# Арлин, Йерри
Йерри Арлин (швед. Jerry Ahrlin) (род. 15 января 1978 года, Эстерсунд, Швеция) — шведский лыжник, призёр этапа Кубка мира. Ярко выраженный специалист марафонских гонок, двукратный обладатель Марафонского Кубка.

## Спортивная карьера
В Кубке мира Арлин дебютировал 5 марта 2002 года, первоначально выступал преимущественно в спринтерских дисциплинах, но с сезона 2004/05 сосредоточился на марафонских гонках, в марте 2006 года единственный раз в карьере попал в тройку лучших на этапе Кубка мира, заняв второе место в знаменитом лыжном марафоне Васалоппет, который в том сезоне входил в зачёт Кубка мира. В последующем Арлин ещё трижды становился призёром Васалоппета, но тогда он уже не входил в зачёт Кубка мира. Арлин является одним из сильнейших лыжных марафонцев современности, дважды он побеждал в общем итоговом зачёте Марафонского Кубка (в сезонах 2006/07 и 2010/11) и ещё дважды становился вторым (в сезонах 2007/08 и 2008/09).   
За свою карьеру в чемпионатах мира и Олимпийских играх участия не принимал. 
Использует лыжи и ботинки производства фирмы Madshus.